# 伊予灘ものがたり
伊予灘ものがたり（いよなだものがたり）は、四国旅客鉄道（JR四国）が松山駅 - 伊予大洲駅・八幡浜駅間を予讃線（愛ある伊予灘線）経由で運行する臨時特別急行列車（観光列車）である。
2014年から普通列車として運行していたが車両の老朽化もあり2021年末に一旦運行終了し、その後車両更新と特急列車化のうえで翌2022年春から再度運行している。

## 概要
四国初の本格的な観光列車であり、2014年7月26日より運行が開始されている。運行に先立ち、伊予灘ものがたりが走る予讃線の伊予市駅 - 伊予大洲駅間の伊予灘沿い区間（伊予長浜駅経由）は、2014年3月15日に愛称が「愛ある伊予灘線」となった。
コンセプトはレトロモダンで、伊予灘をはじめとした美しい景観、アテンダント・地元住民によるおもてなし、地元食材を使用した供食サービスなどが楽しめるようになっている。
これらの特色で利用客から高い評価を得ており、日本経済新聞調べ（2015年8月）のおすすめの観光列車ベスト10で第1位となっている。乗車率は平均88.7%で全国の観光列車の中でも高い。
2021年末をもって初代車両での運行を終了し、2022年4月からはキハ185系3両編成を改造した新たな車両での運行を開始した。
運行開始からの累計利用客数は2021年10月時点で14万人を突破している。

## 運行状況
金曜・土曜・日曜・祝日に松山駅 - 伊予大洲駅間1往復と、松山駅 - 八幡浜駅間1往復ずつとなっており、運行ごとに以下の別称（ものがたりの名称）が付けられている。「大洲編」「双海編」「八幡浜編」では地元の食材等による供食サービス、「道後編」では数量限定でアフタヌーンティーのサービスが事前予約制で実施されている。食事メニューは乗車する列車や季節によって異なる。また、事前予約の食事以外にもスイーツ・おつまみ・飲料品（アルコール類含む）、グッズ等の車内販売が行われている。車内販売では現金のほか電子マネーであるPayPayも利用可能。
2022年4月の運行からは、全席が特急列車グリーン車指定席の扱いとなり、利用には乗車区間の運賃と特急料金及び特急用グリーン料金（当列車用に設定された特別料金）が必要となっている。但し、当列車は同じ特急列車であり概ね同区間を走る「宇和海」とは異なり、乗り継ぎ料金制度は適用されないため、本州・高松方面からの特急料金・グリーン料金は松山駅で一旦打ち切られる。また、2025年4月1日以降はバースデイきっぷ（グリーン車用）・四国グリーン紀行での利用ができなくなった（乗車券部分のみ有効。乗車の際は、特急料金とグリーン料金またはグリーン個室料金のいずれかが別途必要となる）。
乗車の際には食事もセットで申し込んでもらうことを前提としているため、他のものがたり列車と同様に、特急券・グリーン券は指定席券売機やe5489、えきねっとといったインターネットサイトでは取り扱っておらず、リアルタイムでの空席状況の確認や特急券・グリーン券の購入はJR四国・JR西日本・JR九州（一部の駅のみ）のみどりの窓口、JR東海（一部の駅のみ）のJR全線きっぷうりばとオペレーターとの対話機能が付いた指定席券売機（名称は各社により異なる）、ワーププラザでのみ取り扱っている。また、食品やペット（動物）の持ち込みは禁止（水やお茶程度の飲料は可能）とされている。
供食サービスを実施しているため車内は全席ともに大型テーブルを備え付けており、さらに食事のサービスを受ける場合はこれに加えて食事予約券の購入が必要であるほか、少なくとも松山駅 - 伊予大洲駅間を乗車しなければならない。食事予約券は、JR四国管内のみどりの窓口、JR四国の旅の予約センター（電話かFAXで申し込み、料金は銀行振込または現金書留による郵送により支払い）、JR四国ツアー（クレジット決済またはコンビニ決済）、または観光ナビ「tabiwa by WESTER」（インターネットで購入するデジタルチケット。クレジット決済）のいずれかで、乗車日の4日前または10日前までに事前に申し込むことになっている。
- 「大洲編」（伊予大洲行・下り）
- 「双海編」（伊予大洲発・上り）
- 「八幡浜編」（八幡浜行・下り）
- 「道後編」（八幡浜発・上り）

### 停車駅
- 大洲編、双海編

松山駅 - 伊予大洲駅
上記のほか、伊予市駅、下灘駅、喜多灘駅と、双海編のみ伊予長浜駅と伊予上灘駅にも運転停車する。
- 八幡浜編、道後編

松山駅 - 伊予大洲駅 - 八幡浜駅
伊予大洲駅で下車、ないし伊予大洲駅から乗車することも可能。
上記のほか、北伊予駅、下灘駅、喜多灘駅と、八幡浜編のみ伊予平野駅、道後編のみ千丈駅、伊予長浜駅、伊予市、市坪駅にも運転停車する。
※太字は運転停車中に車外に出ることも可能な駅。他に、喜多灘駅でも稀に車外に出ることができる場合もある。
運行開始当初はいずれの便も下灘駅で乗車・下車が可能だった。2017年3月4日のダイヤ改正で客扱いが見直され、下灘駅では乗車・下車ともに不可となったが、運転停車としては継続しており扉も開くため従来どおり停車中はホーム上での記念撮影等が可能である。
双海編では、伊予長浜駅と伊予上灘駅での運転停車時に、ホームまたは駅舎内で特産品の販売が行われることがある。初代車両では市坪駅で運転停車していたが現行車両では取りやめたため、松山駅到着が早くなった。

### 定期運転区間以外
2021年12月3日から6日にかけ『伊予灘ものがたり 南予きずな旅』として、『瑠璃編/翠編』（松山 - 伊予大洲間往復）、『つながり編』（伊予大洲駅 - 宇和島駅）、『いやし編』（宇和島駅 - 予土線松丸駅 - 宇和島駅）、『えにし編』（宇和島駅 - 卯之町駅 - 伊予大洲駅）が運転された。定期運転区間以外での運転は初。

## 使用車両

### 初代
2014年7月26日の運行開始当初から2021年12月27日まで、松山運転所所属のキハ47形を専用車改造した2両編成が使用された。出入口のドアは各車両1ヶ所（連結部寄り）のみに改造されている。
車両デザインはJR四国社員の松岡哲也が行った。1号車「茜の章」は伊予灘の夕焼けをイメージした茜色、2号車「黄金の章」は愛媛の柑橘類と太陽をイメージした黄金色に塗装されたいる。シンボルマークは夕日とオレンジをイメージしている。1号車茜の章から2号車黄金の章への移ろいは、アレンジした和文様を用いてレトロ感を演出している。
車内のデザインのコンセプトは、和と洋を調和させた懐古調のデザインであり、茜の章は和座椅子の畳席を設置するなど和のテイストのインテリア、黄金の章はバースタイルのダイニングカウンターをもつモダンスタイルなインテリアとなっている。洗面台には砥部焼が用いられている。バリアフリー対応のトイレも設置されている。
座席数は1号車・2号車とも25席（計50席）で、伊予灘方向を向いている展望シート、2名用対面シート、4名用ボックスシート（利用は3名以上の予約のみ）がある。車内のどの席でも伊予灘の景色を楽しめるよう、山側の座席は一段高くなっている。なおこの車両は同社の社員がデザインした。
- 1号車（八幡浜方）：キロ47 1401（←キハ47 501）
- 2号車（松山方）：キロ47 1402（←キハ47 1501）

改造種車のキハ47形2両はいずれも2011年3月31日付で廃車された（最終配置は徳島運転所）が、解体されずに残されており、2014年7月1日付で復籍した。最後の営業運転終了後、2022年1月22日から3月22日まで京都鉄道博物館で特別展示されたのち、同年6月30日付で廃車され、解体された。特別展示では1985年に新潟運転所（現・JR東日本新潟車両センター）から高松運転所に転属して以来37年ぶりに本州の地を踏んだことになる。
BGMや警笛（ミュージックホーン）、車内チャイムは松山出身の音楽家である向井浩二が作曲したものを使用している。また、松山のアマチュアシンガーソングライターによりテーマソング「伊予灘ものがたりの歌」が作成されており、松山駅や車内で使用されている。

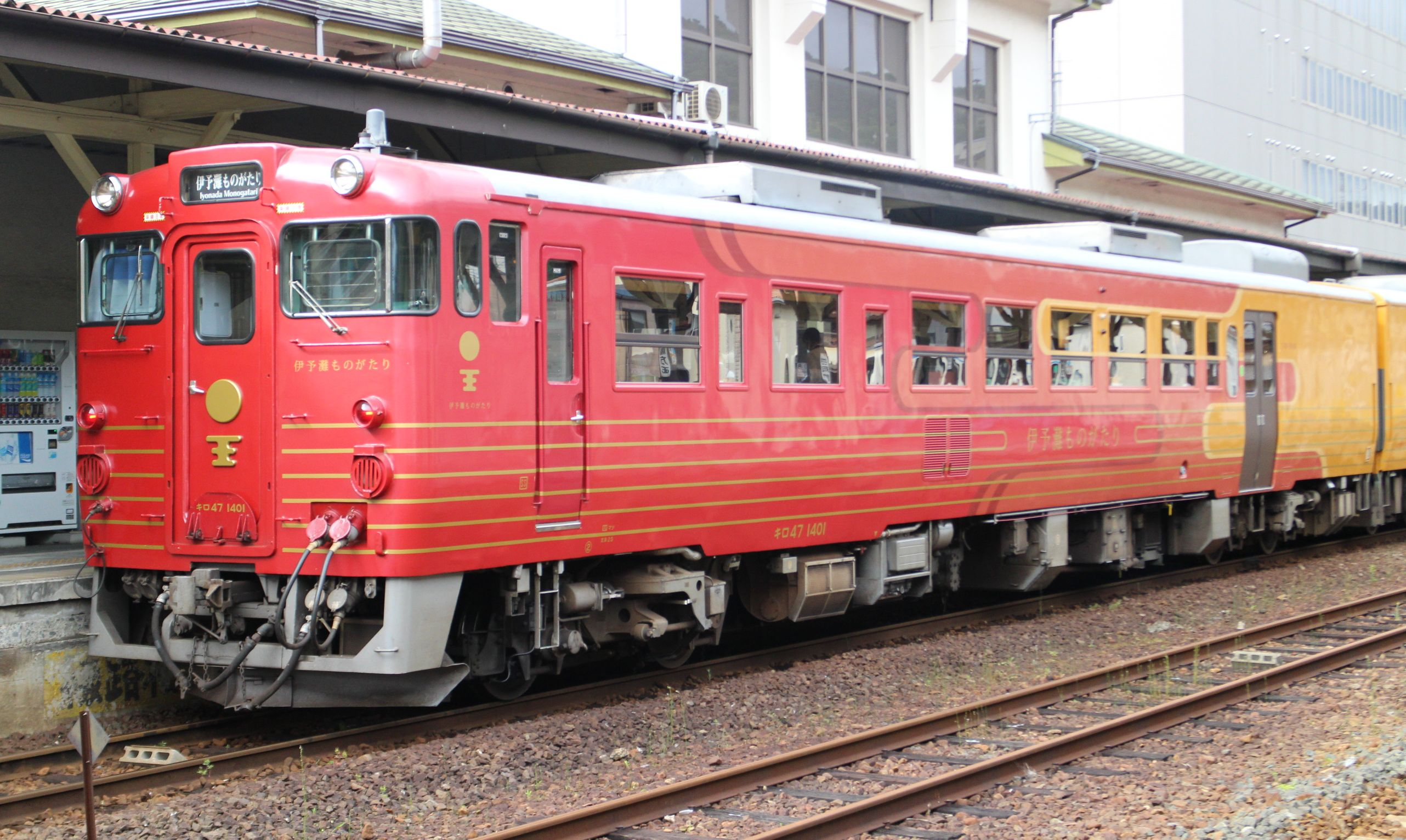
キロ47 1401「茜の章」
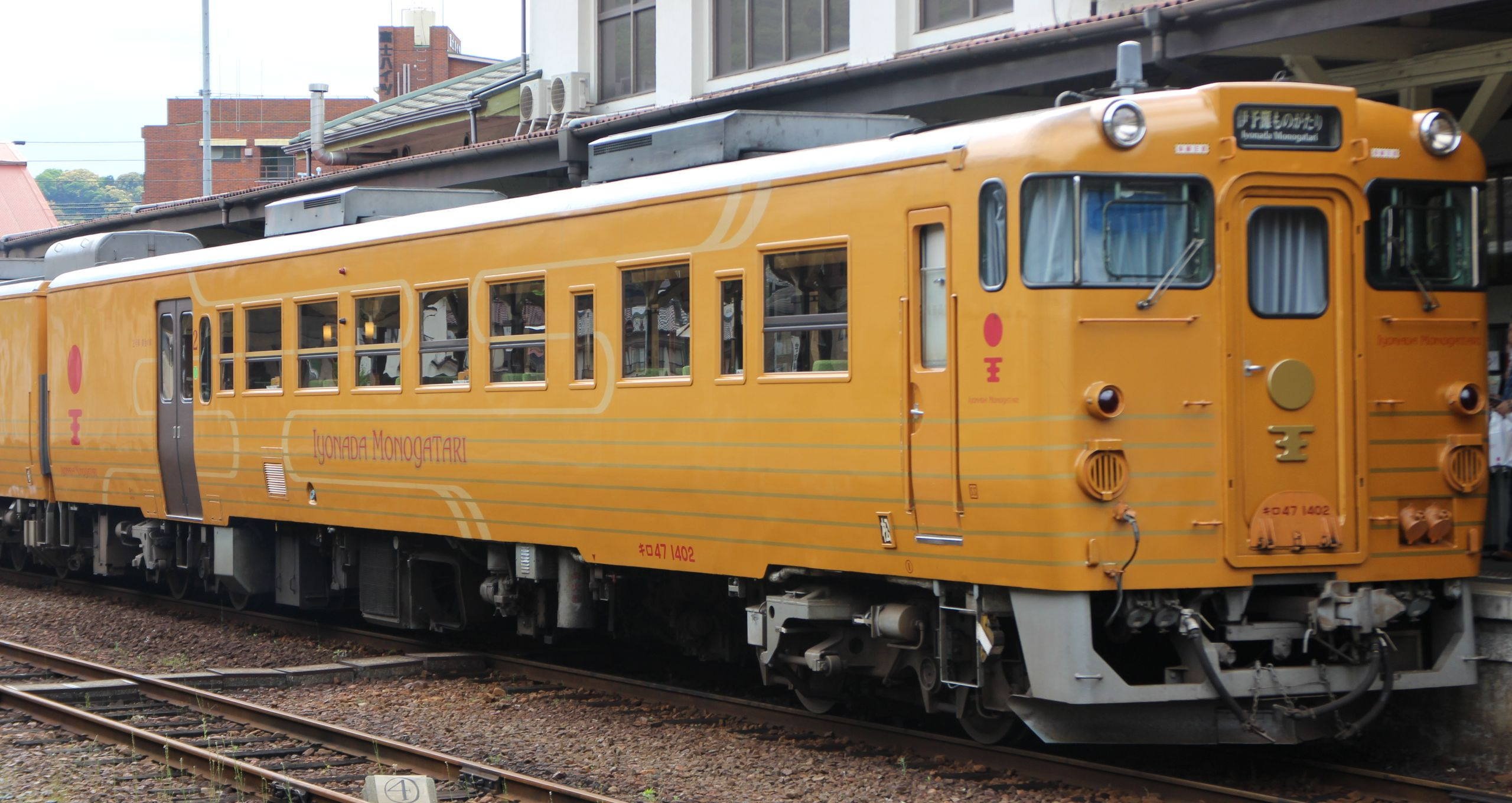
キロ47 1402「黄金の章」

### 2代目
2022年4月2日からキハ185系3両編成の2代目伊予灘ものがたりを使用している。2代目車両のエクステリアは初代車両のデザインを継承しつつ、夕日に映えるようJR四国車両初のメタリック塗装を施している。新たに追加される3号車は「陽華の章」（はるかのしょう）で、「陽」に伊予灘ものがたりのあたたかさ、「華」は沿線の花々、「はるか」の言葉には大切な人と過ごす時間等の意味がある。座席数は1号車27名・2号車23名・3号車8名で、新たに2号車は海向きシートの一部にペアシートを、3号車は2名以上から8名まで利用できる貸切個室・「Fiore Suite」（フィオーレスイート、イタリア語で花の意）を、それぞれ導入している（初代では2号車にあったカウンターは3号車に設置）。車内は、デッキと客室との間に自動扉が設けられたほか、無料Wi-Fiサービスが行われている。また、各座席ごとにUSBポートを標準装備しており、携帯電話やモバイルバッテリーなどの充電が可能である。
- 1号車（八幡浜方先頭車）：キロ185-1401（←キハ185-3113[注 6]）
- 2号車（中間車）：キロ186-1402（←キロ186-8[注 7]）
- 3号車（松山方先頭車）：キロ185-1403（←キハ185-23）

## ギャラリー

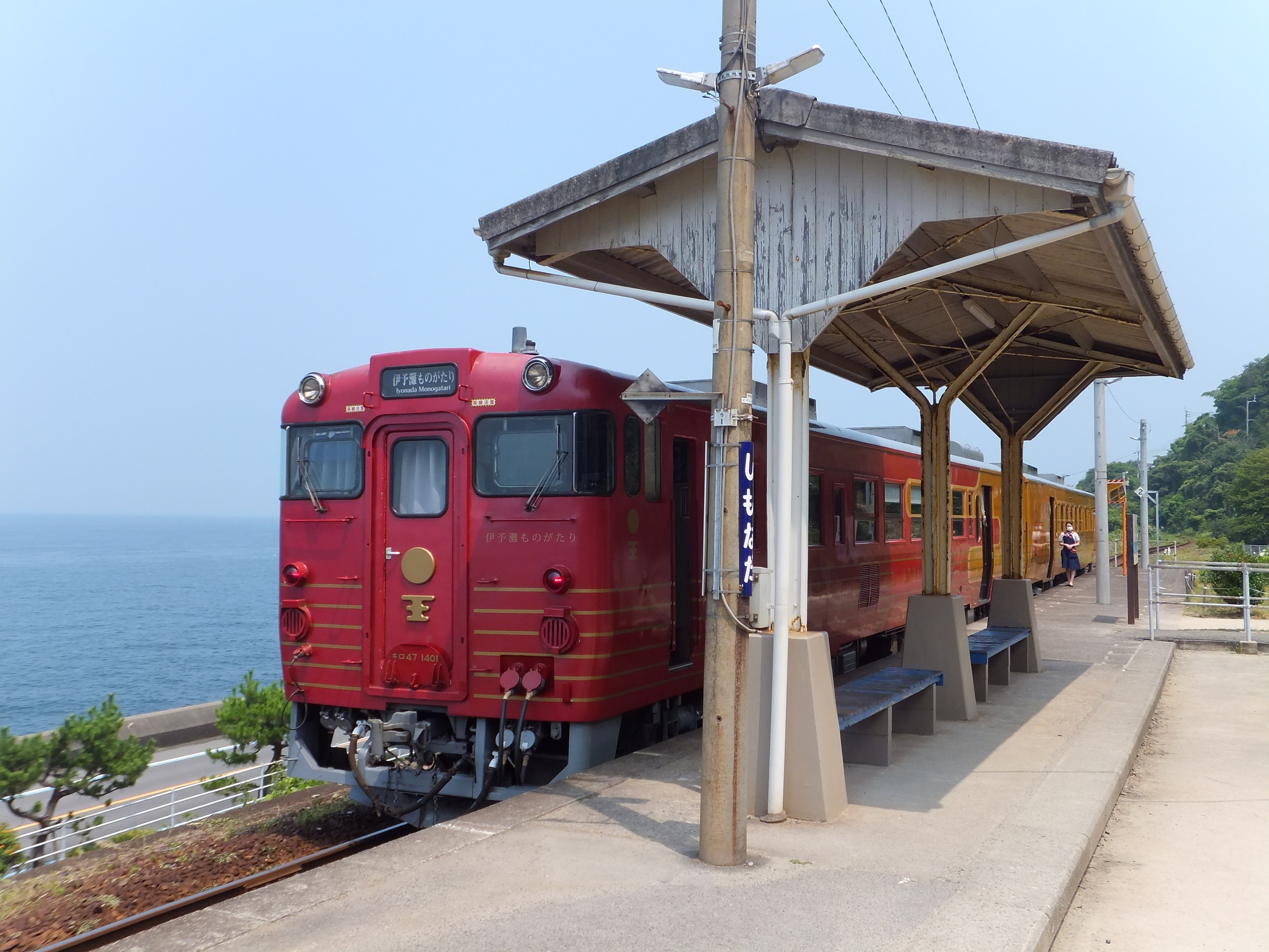
下灘駅に停車中の「伊予灘ものがたり（初代）」
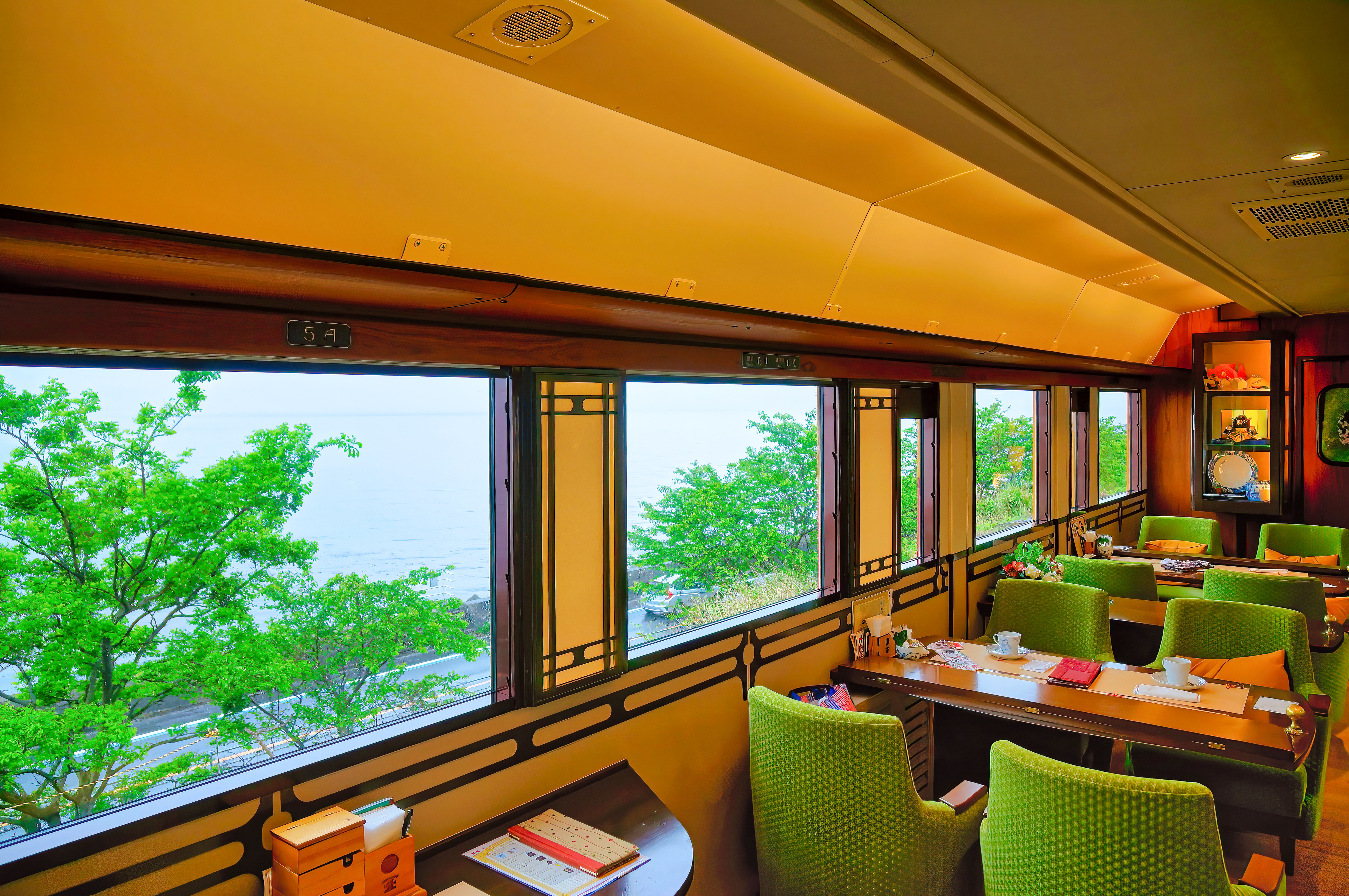
2号車の内部（初代。下灘駅停車中）
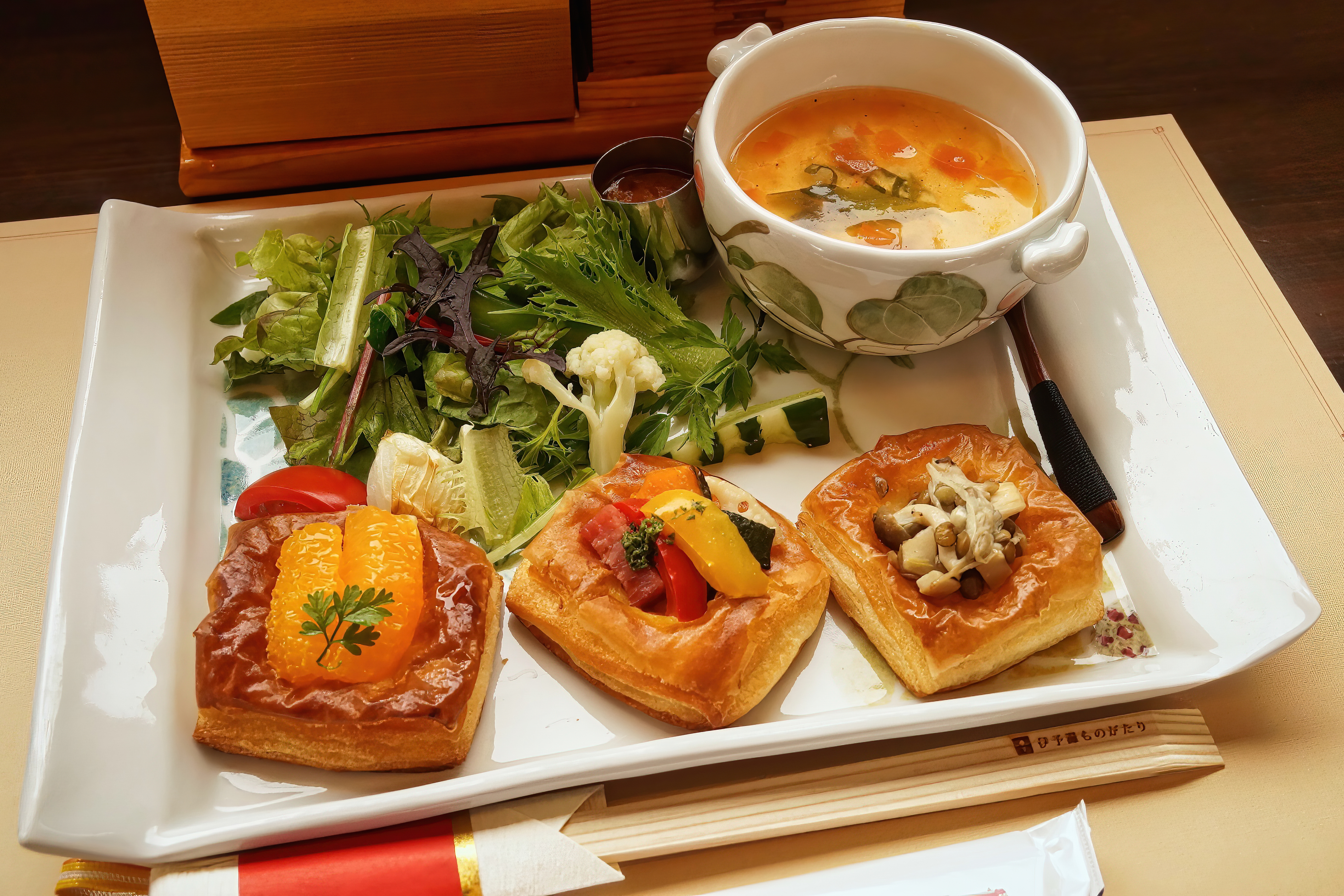
朝食プレート（大洲編）の例